# Кривиц, Висконсин
Кривиц, Висконсин (енгл. Crivitz) град је у америчкој савезној држави Висконсин.

## Демографија
По попису из 2010. године број становника је 984, што је 14 (-1,4%) становника мање него 2000. године.
| Група             | 2000.       | 2010.       |
| Белци             | 966 (96,8%) | 952 (96,7%) |
| Афроамериканци    | 2 (0,2%)    | 3 (0,3%)    |
| Азијати           | 2 (0,2%)    | 0 (0,0%)    |
| Хиспаноамериканци | 11 (1,1%)   | 8 (0,8%)    |
| Укупно            | 998         | 984         |